# Opius iridipennis
Opius iridipennis är en stekelart som beskrevs av Cameron 1905. Opius iridipennis ingår i släktet Opius och familjen bracksteklar. Inga underarter finns listade i Catalogue of Life.